# Henryk Kmiecik
Henryk Ryszard Kmiecik (ur. 1 grudnia 1953 w Lubawce zm. 5 czerwca 2023) – polski przedsiębiorca, poseł na Sejm VII kadencji.

## Życiorys
Uzyskał wykształcenie średnie techniczne, w 1984 ukończył technikum mechaniczne. W 1987 zaczął prowadzić prywatny zakład świadczący usługi budowlane. W 2010 z ramienia Platformy Obywatelskiej (nie będąc członkiem tej partii) bez powodzenia kandydował na radnego powiatu kamiennogórskiego. Zaangażował się następnie w działalność Ruchu Palikota, został członkiem zarządu krajowego tej partii. W wyborach parlamentarnych w 2011 uzyskał mandat poselski, kandydując z 1. miejsca na liście tego ugrupowania w okręgu legnickim i otrzymując 13 015 głosów. W październiku 2013, w wyniku przekształcenia Ruchu Palikota, został działaczem partii Twój Ruch. 21 września 2014 z niej wystąpił, a cztery dni później opuścił także klub poselski TR, zostając posłem niezrzeszonym. Wraz z dziesięcioma posłami, którzy opuścili klub TR następnego dnia, współtworzył 3 października koło poselskie Bezpieczeństwo i Gospodarka. Na wybory samorządowe w tym samym roku powołał komitet „Nasza Gmina Lubawka-Kalwaria Lubawska”, który w jednym okręgu startował do sejmiku dolnośląskiego. Henryk Kmiecik otwierał jego listę, a także startował z ramienia tego komitetu na burmistrza Lubawki, otrzymując śladowe poparcie. 18 grudnia tego samego roku wraz z pięcioma innymi posłami BiG przeszedł do klubu parlamentarnego Polskiego Stronnictwa Ludowego. W 2015 nie ubiegał się o poselską reelekcję, w 2018 ponownie był kandydatem do rady powiatu.